# Paul Bremer
Lewis Paul Bremer III, también conocido como Jerry Bremer (Hartford, 30 de septiembre de 1941) es un diplomático estadounidense.

## Biografía
A Bremer George W. Bush lo nombró director de la Reconstrucción y Asistencia Humanitaria en Irak, reemplazando a Jay Garner el 6 de mayo de 2004. Llegó a Irak el 11 de mayo de 2003 y lo dejó el 28 de junio de 2004, tras entregar la soberanía a Irak.
Fue el encargado el 14.12.2003 de anunciar ante la prensa la captura por las fuerzas estadounidenses del depuesto dictador iraquí Sadam Huseín.